# Tang Wuzong

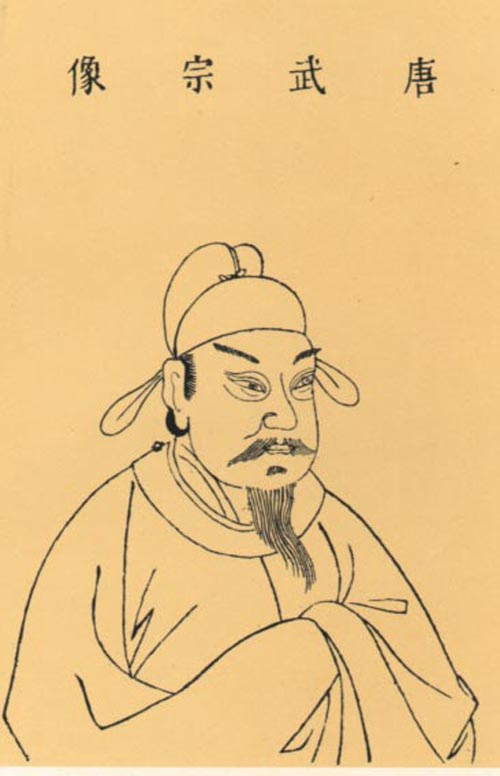
Tang Wuzong

Tang Wuzong (chinesisch 唐武宗, Pinyin Táng Wǔzōng; * ca. 810; † 846) war der 15. Kaiser der chinesischen Tang-Dynastie, er regierte von 840 bis 846. Der Nachwelt blieb er vor allem als fanatischer Daoist in Erinnerung, der Andersgläubige verfolgen ließ.
Vor Beginn seiner Herrschaft war der Einfluss der Eunuchen so stark, dass sie oft die praktischen politischen Entscheidungen trafen. Mehrere Vorgänger von Wuzong waren von ihnen ermordet worden. Es gelang Wuzong jedoch mit Hilfe seines Onkels Xuānzong und des Kanzlers Li Deyu, sich gegenüber den Eunuchen durchzusetzen und ihren Einfluss einzuschränken.
Wuzong, der selbst ein fanatischer Daoist war, nahm einen militärischen Erfolg über die Uiguren im Westen des Reiches zum Anlass, ihre Religion, den Manichäismus, zu verbieten. Es folgten dann weitere Repressionen gegen andere Religionen (nestorianische Christen, Mazdaismus) und schließlich auch gegen den in China zu dieser Zeit bereits weit verbreiteten und volkstümlich gewordenen Buddhismus. Viele Tempel, die große Reichtümer angesammelt hatten, wurden zerstört und ihre Vermögen vom Staat konfisziert, der in ernsten finanziellen Schwierigkeiten war. In stark eingeschränktem Maße wurde die Ausübung der buddhistischen Religion jedoch weiterhin gestattet.
Wuzong starb 846 im Alter von 36 Jahren. Sein Onkel Xuānzong wurde sein Nachfolger, am Beginn seiner Amtszeit beendete er die Verfolgung der Buddhisten.

## Filmdokumente
- Abenteuer Arte – Die Kaiser der Tang-Dynastie (Samstag, 25. November 2006, um 20.40 Uhr)